# Пожар в ночном клубе «Республика Кроманьон»
Пожар в ночном клубе «Республика Кроманьон» (República Cromañón или просто Cromañón) — крупный пожар в ночном клубе района Онсе в аргентинской столице Буэнос-Айресе. Клуб получил трагическую известность в ночь с 30 декабря на 31 декабря 2004 года во время концерта рок-группы «Callejeros».
От искр пиротехники произошло воспламенение стен и потолка здания, отделанных огнеопасными материалами. В клубе находилось до 3000 посетителей, эвакуация которых происходила только через два из шести выходов, поскольку остальные были заперты, чтобы не допустить безбилетников. В результате пожара погибли 194 человека и как минимум 1432 были ранены, он стал крупнейшей катастрофой в новейшей истории страны. Пожар случился менее чем через два года после полностью аналогичной катастрофы в Род-Айленде.

## Последствия
Пожар вызвал важные политические и социальные пертурбации в стране. В политике началось движение за смещение с должности главы городского правительства, которым на момент трагедии был Анибаль Ибарра. В стране был объявлен трёхдневный траур, ряд ночных клубов и дискотек были закрыты из-за грубых нарушений правил противопожарной безопасности. Владелец «Кроманьона» Омар Чабан был арестован и приговорён к 20 годам тюрьмы, менеджер рок-группы Диего Арганьярас — к 18.